# Bada (歌手)
Bada（韓語：바다；1980年2月28日—），本名崔成希（韓語：최성희），韓國女歌手，女子團體S.E.S.成員Sea，當時與H.O.T.、神話、g.o.d、FIN.K.L、Baby V.O.X、酷龍等團體把韓國音樂推廣到國外，從這時開始韓樂開始在東亞流行了起來。

## 小傳
崔成希生於1980年2月28日，父親是唱片銷量曾突破500萬張但卻從未露臉的Trot的盘索里歌手崔世月，他同時也是享有「高速公路四大天王」之稱的Trot界傳奇。崔世月因為母親早逝，所以一人養大了三個女兒。崔成希童年經濟狀況不佳，在父親生病後尤其惡化：在她出道九年，甚至住在教堂前的貨櫃屋。她也在一場針對學生的演講中，以自己的童年經驗，鼓勵學生不要因為出身而放棄自己的夢想。1998年，她從檀國大學畢業。

## 個人生活
2017年3月與小她9歲的企業家結婚，並在2020年9月8日上午在首爾某醫院產下了一名女嬰。

## 個人作品

### 單曲
- 2006年：《Start》
- 2007年：《Queen》

### 專輯
- 2003年：《A Day of Renew》
- 2004年：《Aurora》
- 2006年：《Made In Sea》
- 2009年：《See the Sea》
- 2016年：《Flower》

## 合作作品

### 合輯
無限挑戰 E177 091031 農活特輯(下)
- 2011年：《無限挑戰 西海岸高速公路歌謠祭》－〈只有我能唱的歌〉（與吉（Leessang））

## 綜藝節目
- 2011年：MBC《無限挑戰》（西海岸高速公路歌谣祭特輯，嘉賓，2011年6月11日、18日、25日及7月2日）
- 2013年：SBS《星期天真好－赤腳的朋友們》（客串，2013年10月13日）
- 2014年：MBC《無限挑戰》（週六週六歌手，嘉賓，2014年12月20日、27日及2015年1月3日）
- 2015年：GRT (中國)《麥王爭霸》（參賽歌手，2015年12月26日及2016年1月2日、9日）
- 2016年：MBC《二重唱歌謠祭》（2016年6月10日、17日、24日）
- 2016年：SBS《Fantastic Duo》（2016年8月）
- 2016年：SBS《Running Man》（2016年8月14日）
- 2017年：Mnet《偶像學校》固定音樂教師
- 2017年：朴軫永的Party People（2017年9月30日）
- 2017年：SBS《Fantastic Duo 2》（固定嘉賓，2017年3月~12月）

## 外部連結
- NAVER
- 官方网站
- Bada的Instagram帳戶